# Möbelverband
Als Möbelverband wird eine Einkaufsgemeinschaft des Möbeleinzelhandels bezeichnet. Es sind horizontale Zusammenschlüsse von rechtlich unabhängigen Händlern.
Historisch besteht ihre Hauptaufgabe in der Konzentration der Händlernachfrage, um verbesserte Einkaufspreise zu erreichen. Die ersten Unternehmen, die diese Aufgabe übernommen haben, gründeten sich in den 1950er Jahren. Seit dieser Zeit haben die Unternehmen ihr Aufgabenfeld beständig erweitert und bieten ihren Mitgliedern umfangreiche Zusatzleistungen an. Beispiele sind Finanzdienstleistungen und Versicherungen, Zentralregulierung, Gemeinschaftswerbung oder Ladenbau.
Möbelverbände haben, als Absatzhelfer, eine bedeutende Rolle innerhalb des Vertriebs von Möbeln. Im Jahr 2009 haben 24 aktive Möbelverbände mit 18,7 Milliarden Euro mehr als 60 % des gesamten Umsatzes mit Möbeln in Deutschland vereint.

## Aktive Unternehmen
Stand 2009 waren 24 Unternehmen auf dem Gebiet der Bundesrepublik tätig. Bei der Wahl der Rechtsnorm überwiegen Gesellschaften mit beschränkter Haftung und Aktiengesellschaften, aber auch Vereine und Genossenschaften sind präsent.
Gemessen am Umsatz war Stand 2009 Begros aus Oberhausen mit einem geschätzten Außenhandelsumsatz von vier Milliarden Euro der größte Möbelverband Deutschlands. Bei der Anzahl der Verkaufsstellen dominierte 2009 die Garant Gruppe mit 4000 Verkaufsstellen.
Weitere Unternehmen sind (Stand 2009):
| Verband                                | Verkaufsstellen | Außenumsatz in Mio. € |
| -------------------------------------- | --------------- | --------------------- |
| Alliance Möbel Marketing GmbH & Co. KG | 779             | 2039                  |
| Atlas Einrichtungs-Einkauf-GmbH        | 32              | 2000                  |
| Begros                                 | 130             | 5200                  |
| Creative Inneneinrichter               | 48              | 200                   |
| EMV Europa Möbel-Verbund               | 2024            | 3800                  |
| Garant Gruppe                          | 4000            | 1800                  |
| GfM-Trend Möbeleinkaufsverband         | 688             | 1300                  |
| K3 Möbeleinkauf + Marketing            | 48              | k. A.                 |
| Mega Verbund                           | 4               | k. A.                 |
| MZE Möbel-Zentral-Einkauf              | 680             | k. A.                 |
| ProÖko Servicegesellschaft             | 51              | k. A.                 |
| Union Einkaufs-GmbH                    | 200             | 3224                  |
| Einrichtungspartnerring VME            | 400             | 3000                  |
| Wohn Partner                           | 72              | k. A.                 |
| A-Plus Küchenprofi                     | 78              | k. A.                 |
| Bund unabh. Küchenspezialisten BuK     | 61              | k. A.                 |
| Der Kreis Einkaufsges. Küche & Wohnen  | ca. 2500        | 1970                  |
| Der Küchenring                         | 478             | k. A.                 |
| EK/servicegroup                        | 3000            | ca. 4000              |
| Küchen Areal                           | 344             | k. A.                 |
| Küche & Co.                            | 85              | k. A.                 |
| Küchen Partner                         | 169             | 110                   |
| Küchen Treff                           | 275             | k. A.                 |
| MHK Verbundgruppe                      | ca. 2500        | 3101                  |
| KMG Zumbrock                           | k. A.           | k. A.                 |